# Кубок Данії з футболу 2000—2001
Кубок Данії з футболу 2000–2001 — 47-й розіграш кубкового футбольного турніру в Данії. Титул вперше здобув Сількеборг.

## Календар
| Раунд           | Дата               | Матчі | Клуби   |
| --------------- | ------------------ | ----- | ------- |
| Перший раунд    |                    | 32    | 92 → 60 |
| Другий раунд    |                    | 20    | 60 → 40 |
| Третій раунд    |                    | 14    | 40 → 26 |
| Четвертий раунд |                    | 10    | 26 → 16 |
| 1/8 фіналу      | 8-9 листопада 2000 | 8     | 16 → 8  |
| 1/4 фіналу      | 19 квітня 2001     | 4     | 8 → 4   |
| 1/2 фіналу      | 2-3/10 травня 2001 | 4     | 4 → 2   |
| Фінал           | 24 травня 2001     | 1     | 2 → 1   |

## 1/8 фіналу
| Команда 1          | Рахунок      | Команда 2            |
| ------------------ | ------------ | -------------------- |
| 8-9 листопада 2000 |              |                      |
| Брондбю            | 2:0          | Копенгаген           |
| Гольстебро (3)     | 2:0          | Есб'єрг (2)          |
| Горсенс (2)        | 3:4          | Болдклуббен 1893 (2) |
| Вайле (2)          | 0:2          | Академіск БК         |
| Ольборг            | 3:3 пен. 6:7 | Сількеборг           |
| Баллеруп (3)       | 0:5          | Орхус                |
| Мідтьюлланн        | 3:0          | Герфельге            |
| Віборг             | 2:0          | Оденсе               |

## 1/4 фіналу
| Команда 1            | Рахунок      | Команда 2    |
| -------------------- | ------------ | ------------ |
| 19 квітня 2001       |              |              |
| Болдклуббен 1893 (2) | 2:2 пен. 5:6 | Мідтьюлланн  |
| Гольстебро (3)       | 1:2 дч       | Академіск БК |
| Орхус                | 0:1          | Сількеборг   |
| Віборг               | 2:0          | Брондбю      |

## 1/2 фіналу
| Команда 1        | Заг. | Команда 2  | 1-й матч | 2-й матч |
| ---------------- | ---- | ---------- | -------- | -------- |
| 2/10 травня 2001 |      |            |          |          |
| Академіск БК     | 1:0  | Віборг     | 1:0      | 0:0      |
| 3/10 травня 2001 |      |            |          |          |
| Мідтьюлланн      | 1:4  | Сількеборг | 1:1      | 0:3      |

## Фінал
| 24 травня 2001 |

| Сількеборг                                      | 4:1      | Академіск БК |
| ----------------------------------------------- | -------- | ------------ |
| Б.Педерсен 50' Поульсен 63' Х.Педерсен 74', 89' | Протокол | Аке 14'      |

| Паркен, Копенгаген Глядачів: 14 743 Арбітр: Ніколай Волькварц |